# La Faba
La Faba (nom officiel en castillan), ou A Faba (en galicien) est l'une des 23 pedanías (communes) du municipio espagnol de Vega de Valcarce, dans la comarque de El Bierzo, province de León, communauté autonome de Castille-et-León.
Cette localité est une halte sur le Camino francés du Pèlerinage de Saint-Jacques-de-Compostelle.

## Histoire
Ce village était déjà mentionné en 1252 sous le nom de Villa de Urz ou Villa de Us.

## Géographie

### Localités voisines
| Nord-ouest La Laguna de Castilla et La Cernada (municipio de Vega de Valcarce) | Nord El Castro (municipio de Vega de Valcarce)                  | Nord-est Laballós (municipio de Vega de Valcarce)                 |
| Ouest Celeiró (municipio de Pedrafita do Cebreiro)                             |                                                                 | Est San Tirso et Las Lamas (municipio de Vega de Valcarce)        |
| Sud-ouest Argenteiro (municipio de Vega de Valcarce)                           | Sud Bargelas et San Pedro Nogal (municipio de Vega de Valcarce) | Sud-est Las Herrerías de Valcarce (municipio de Vega de Valcarce) |

## Démographie
La localité compte 27 habitants.

## Culture et patrimoine

### Pèlerinage de Compostelle
Par le Camino francés du Pèlerinage de Saint-Jacques-de-Compostelle, le chemin vient de la localité de Las Herrerías de Valcarce, dans le municipio de Vega de Valcarce.
La prochaine halte est la localité de La Laguna de Castilla, dans le même municipio de Vega de Valcarce.

### Monuments religieux
L'église de San Andrés a été construite au XVIIIe siècle.

## Sources et références
: source principale
- (de) Cet article est partiellement ou en totalité issu de l’article de Wikipédia en allemand intitulé « La Faba » (voir la liste des auteurs).
- (es) www.dices.net La Faba - Leon
- (fr) Grégoire, J.-Y. & Laborde-Balen, L. , « Le Chemin de Saint-Jacques en Espagne - De Saint-Jean-Pied-de-Port à Compostelle - Guide pratique du pèlerin », Rando Éditions, mars 2006,  (ISBN 2-84182-224-9)
- (fr)« Camino de Santiago St-Jean-Pied-de-Port - Santiago de Compostela », Michelin et Cie, Manufacture Française des Pneumatiques Michelin, Paris, 2009,  (ISBN 978-2-06-714805-5)
- (fr)« Le Chemin de Saint-Jacques Carte Routière », Junta de Castilla y León, Editorial

1. ↑  (es) www.correos.es Consulta códigos postales - Búsqueda por localidad.
2. ↑  (es) « internotes.cajaespana.es »(Archive.org • Wikiwix • Archive.is • Google • Que faire ?) Caja España - Datos Económicos y Sociales de las Unidades Territoriales de España - Ficha de municipio 2012 : Vega de Valcarce.